# Ballade des proverbes
La Ballade des proverbes est un poème de François Villon écrit en 1458. Tombé en disgrâce auprès de Charles d'Orléans, ce dernier assiste en septembre de cette année au procès pour haute trahison de Jean d'Alençon, à Vendôme.
Villon envoie alors la Ballade des proverbes, ainsi que la Ballade des menus propos à Charles d'Orléans, dans l'espoir de regagner ses faveurs. Ces deux textes semblent ludiques, mais ont une signification évidente si on y voit une demande de réconciliation. 
Charles d'Orléans ne donna cependant pas de suite positive à cette demande, et fit même composer une ballade semblable à la Ballade des proverbes par un de ses protégés. Il semble toutefois avoir fait un don de six écus à Villon pour la seconde ballade, ce que ce dernier mentionnera dans une ballade de requête adressée en 1461 à Charles d'Orléans.